# Opawa
Pour l’article homonyme, voir Opawa (Basse-Silésie).
Le fleuve Ōpawa (en anglais : Opawa ou Opaoa River) est un  cours d’eau situé dans la région de  Marlborough dans le nord de l’Île du Sud de la Nouvelle-Zélande.

## Géographie
Le fleuve Ōpawa prend naissance dans la vallée du fleuve Wairau où les flux des rivières se rejoignent. Il crée son chemin vers le bas de la vallée et coule à travers celle-ci avec de multiples méandres autour des banlieues est de la ville de Blenheim, où il est enjambé  par le pont du fleuve Opawa (en). Il rejoint la rivière Taylor  dans la ville de Blenheim (prenant son nom de fleuve Ōpaoa) et va se jeter dans le Détroit de Cook au niveau de la Cloudy Bay, juste au sud-est de l’embouchure du fleuve Wairau.

## Dénomination
Il y a deux origines possibles pour le nom de la rivière. Elle pourrait avoir été nommée en l’honneur du chef Paoa, de l’iwi des Rangitāne (en), qui dit que Ōpaoa veut dire littéralement « rivière enfumée ». Mais avec Blenheim, qui est construite sur un terrain marécageux, la rivière est souvent en conséquence recouverte de brume (et non de fumée).
En août 2014, le nom de la rivière fut officiellement modifié en « Ōpaoa River ».